# North Rauceby
North Rauceby is een civil parish in het bestuurlijke gebied North Kesteven, in het Engelse graafschap Lincolnshire met 159 inwoners.